# 丁家咀水库
丁家咀水库是中国湖北省荆州市江陵县境内的一座水库，位于长湖水系太湖港主流上，建于1958年。水库正常库容为1880万立方米，集雨面积为138平方千米，海拔为37.74米。